# Bleed Well
Bleed Well — второй сингл группы HIM с их шестого полноформатного альбома Venus Doom (2007). Сама композиция вошла на альбом под 8-м номером. На песню был снят видеоклип.

## Список композиций

### iTunes
| №  | Название                  | Длительность |
| -- | ------------------------- | ------------ |
| 1. | «Bleed Well» (radio edit) | 4:24         |

### Макси-сингл
| №  | Название                                    | Длительность |
| -- | ------------------------------------------- | ------------ |
| 1. | «Bleed Well» (radio edit)                   | 3:38         |
| 2. | «Sleepwalking Past Hope» (live in Toronto)  | 10:24        |
| 3. | «Killing Loneliness» (Libera Nos F.F Remix) | 4:33         |